# Typhonia paulusella
Typhonia paulusella is een vlinder uit de familie van de zakjesdragers (Psychidae). De wetenschappelijke naam van deze soort is voor het eerst voorgesteld als Melasina paulusella door Aristide Caradja in een publicatie uit 1920. De combinatie in Typhonia werd gemaakt in 2004 door Sobczyk.

## Type
- type: niet gespecificeerd
- instituut: MGAB, Boekarest, Roemenië
- typelocatie: "Israël, Jeruzalem"

## Verspreiding
De soort komt voor in Israël.